# Stor-Tjäderbergstjärnen
Stor-Tjäderbergstjärnen är en sjö i Lycksele kommun i Lappland och ingår i Umeälvens huvudavrinningsområde. Sjön har en area på 0,273 kvadratkilometer och ligger 251,1 meter över havet.

## Delavrinningsområde
Stor-Tjäderbergstjärnen ingår i det delavrinningsområde (716369-164777) som SMHI kallar för Utloppet av Stor-Tjäderbergstjärnen. Medelhöjden är 279 meter över havet och ytan är 1,58 kvadratkilometer. Räknas de 2 avrinningsområdena uppströms in blir den ackumulerade arean 6,86 kvadratkilometer. Vattendraget som avvattnar avrinningsområdet har biflödesordning 4, vilket innebär att vattnet flödar genom totalt 4 vattendrag innan det når havet efter 154 kilometer. Avrinningsområdet består mestadels av skog (85 procent). Avrinningsområdet har 0,41 kvadratkilometer vattenytor vilket ger det en sjöprocent på 6,1 procent.